# 金珠河
金珠河是中國西藏自治區林芝市墨脱县的一條河流，源於岗日嘎布西麓冰川，注入雅鲁藏布江，全长81.62公里，流域面积2153平方公里。流域多年平均年降水量在1700毫米左右，多年平均年径流量约28.8亿立方米，水力资源理论蕴藏量91.8万千瓦，已建水电站2座，装机容量90千瓦，流域内植被以原始森林为主。